# Jungfraujoch
Jungfraujoch – przełęcz w Alpach Berneńskich (3471 m n.p.m.), między szczytami Mönch a Jungfrau. Znajduje się na niej wielki ośrodek turystyczny z hotelem, kilkoma restauracjami, sklepami i tarasami widokowymi. Dociera tu także najwyższa w Europie kolejka zębata (Jungfraubahn) – jej końcowa stacja znajduje się na wysokości 3454 m n.p.m. Ponad przełęczą, na wysokości 3571 m n.p.m. znajduje się obserwatorium astronomiczne Sphinx.

## Galeria

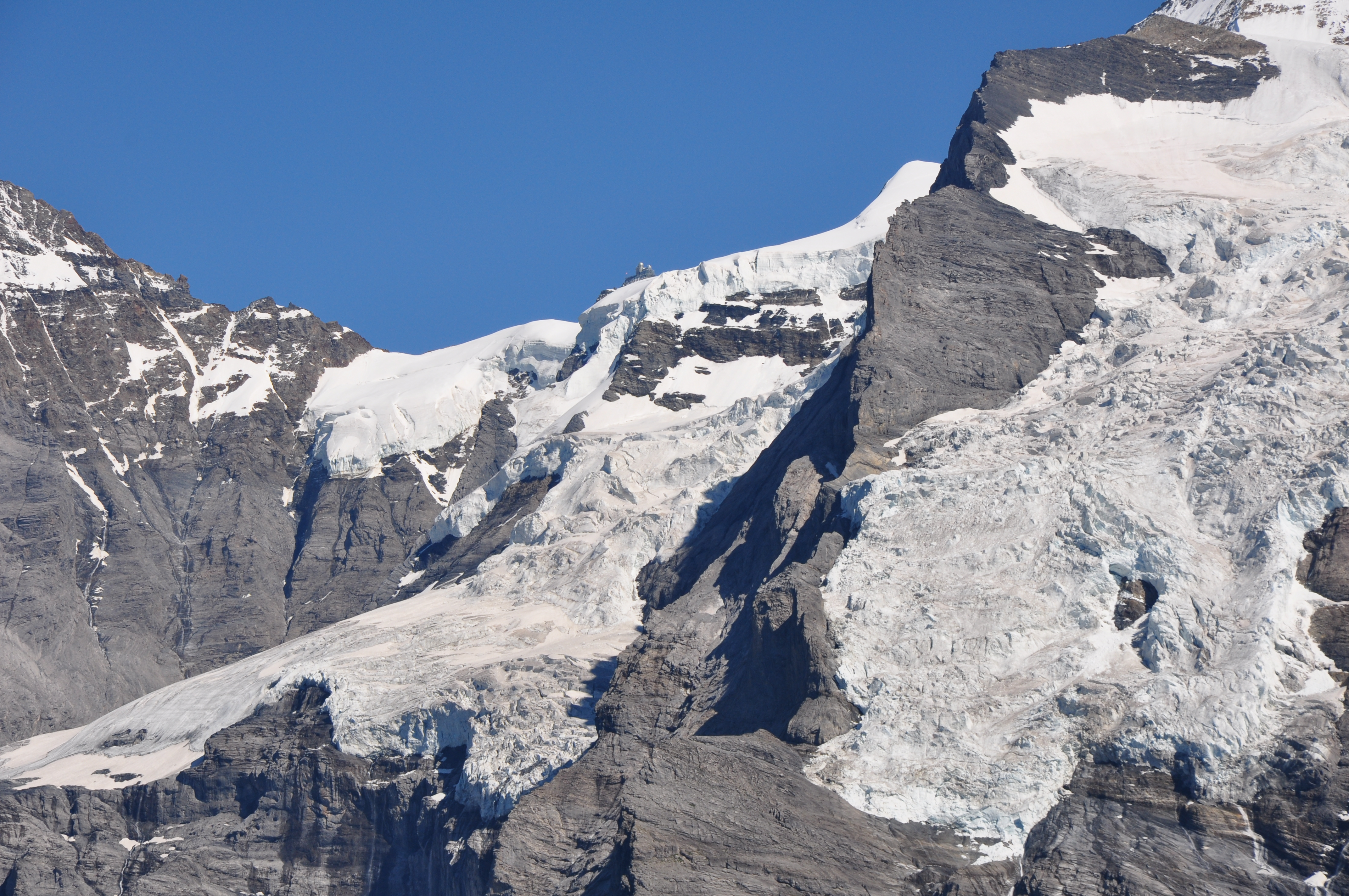
Północna strona przełęczy
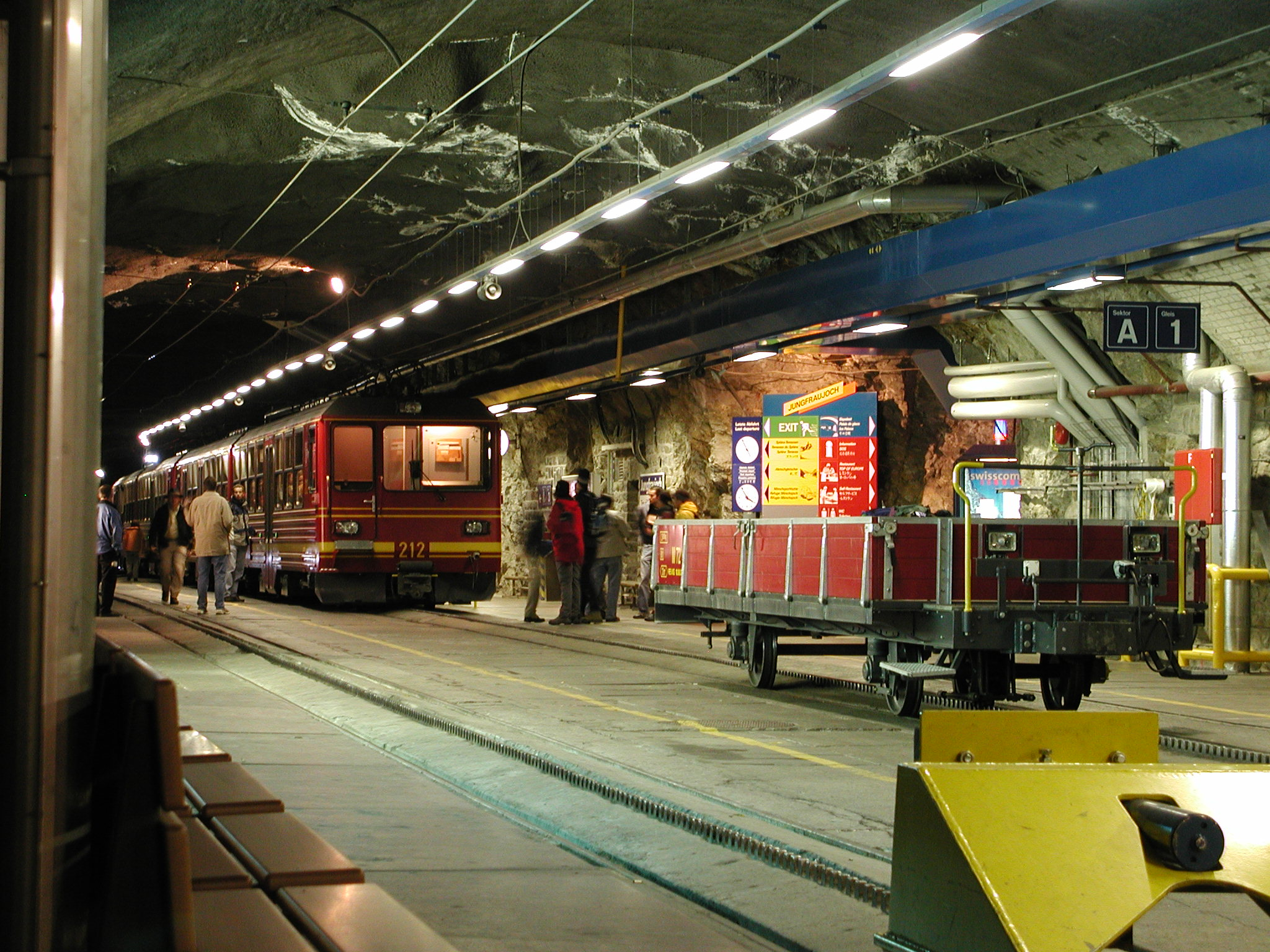
Stacja kolejki (3454 m n.p.m.)
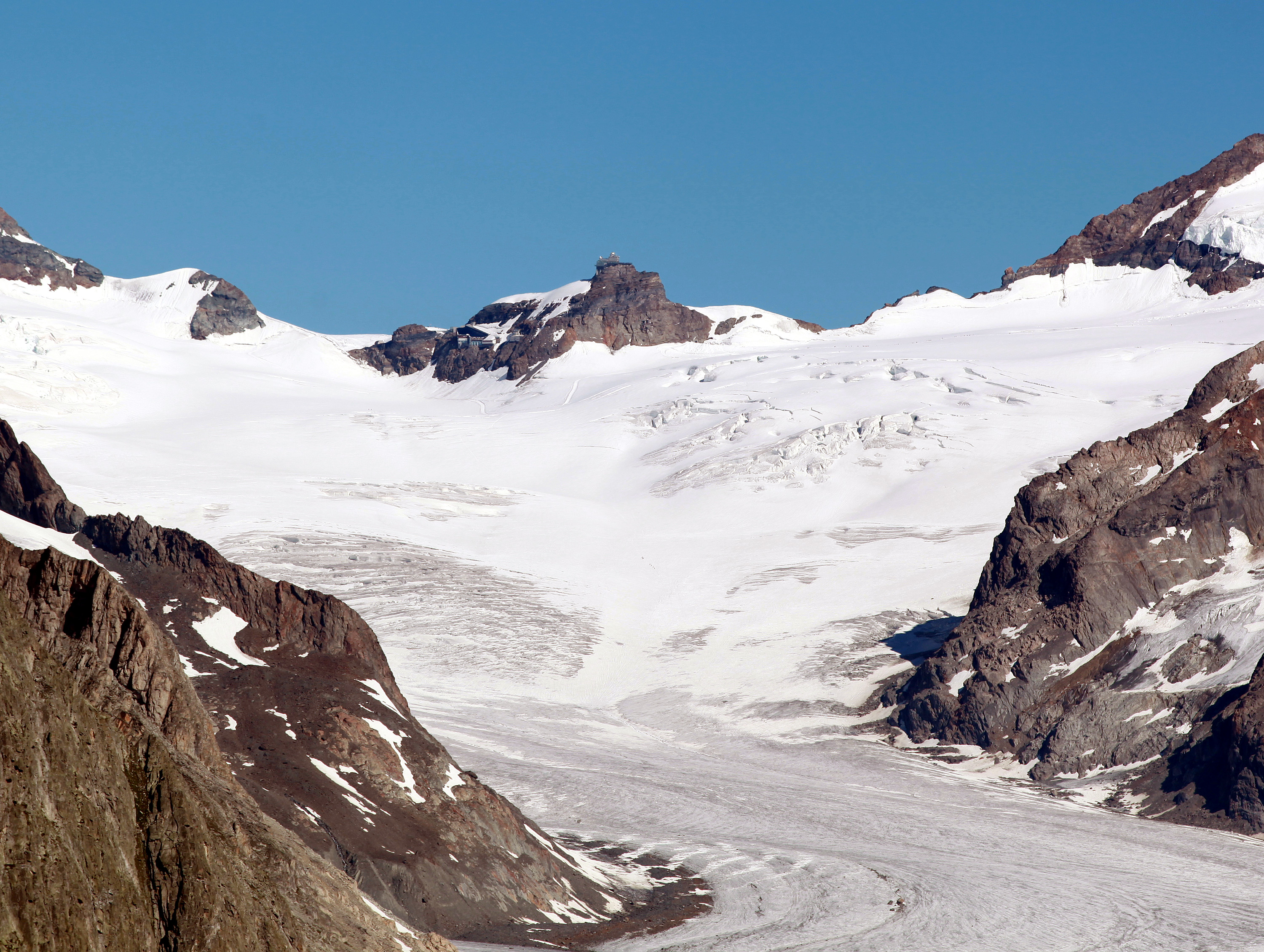
Jungfraujoch widziana z Eggishorn
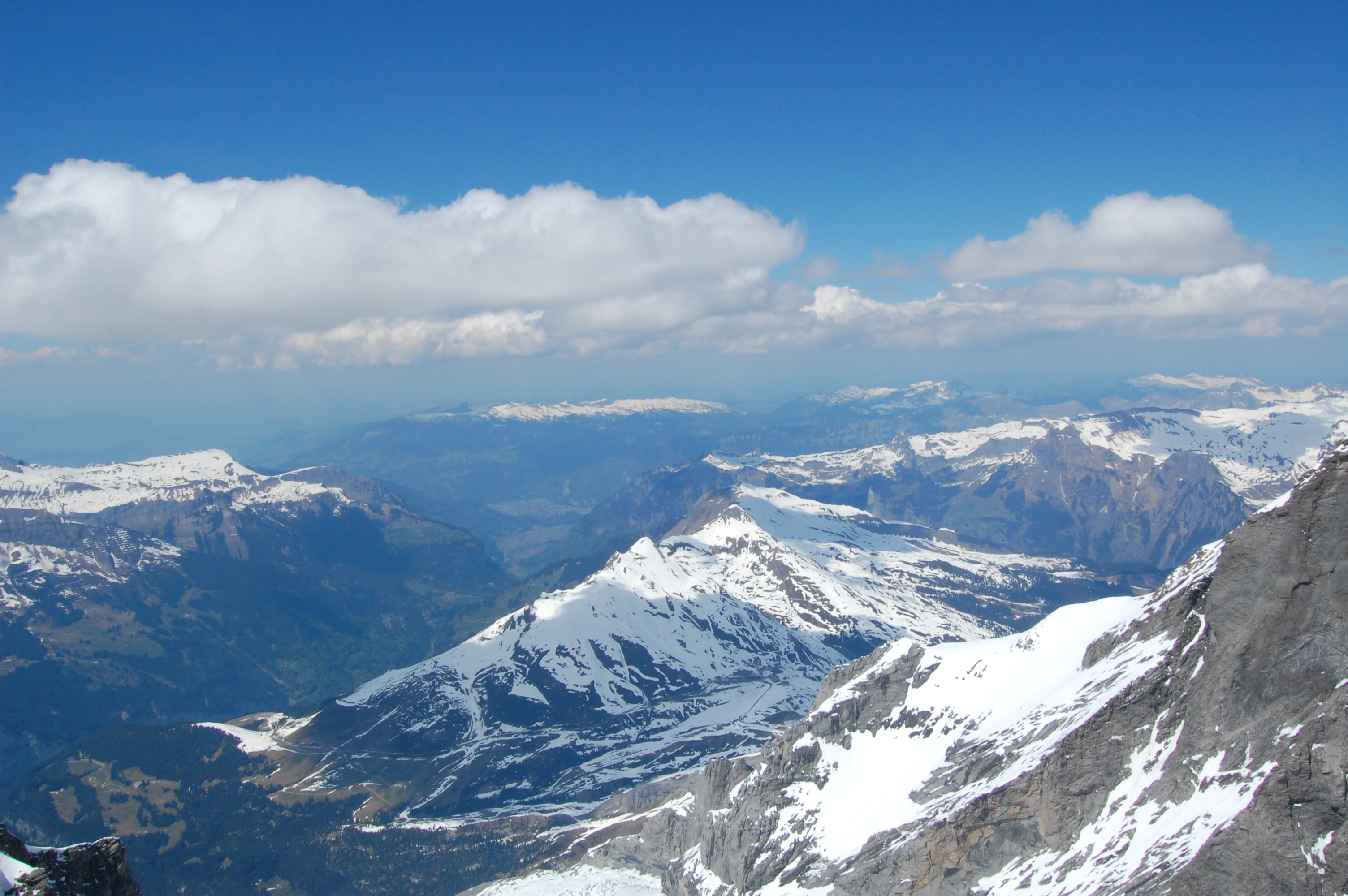
Widok z przełęczy